# René-Ernest Huet
René-Ernest Huet, né le 31 août 1886 à Villers-Bocage (Calvados) et mort le 17 décembre 1914 à Mametz (dans la Somme) pendant la Première Guerre mondiale, est un artiste peintre français.
Élève de Luc-Olivier Merson à l'École des Beaux-Arts de Paris, René-Ernest Huet concourut au prix de Rome en 1910, sans succès. Il exposa au Salon des Artistes Français de 1908 à 1913, envoyant notamment pour sa dernière participation Ulysse retrouve dans le verger son vieux père Laërte (jadis au musée des Beaux-Arts de Caen, détruit en 1944). Plusieurs de ses œuvres sont conservées au Musée d'Orsay, au British Museum ou encore au musée des Beaux-Arts de Caen.